# Carlos Báez Appleyard
Carlos Báez Appleyard (Asunción, 12 giugno 1982) è un ex calciatore paraguaiano, di ruolo difensore.

## Carriera

### Club
Ha giocato nella massima serie dei campionati paraguaiano, argentino, colombiano e cileno.

### Nazionale
Ha esordito con la nazionale paraguaiana nel 2007, giocando quest'unica volta in nazionale.

## Palmarès

### Club

#### Competizioni nazionali
- Campionato paraguaiano: 2

Cerro Porteño: 2004, 2005

#### Competizioni internazionali
- Coppa Suruga Bank: 1

Arsenal Sarandí: 2008